# Le Saint-Jeannois
Le Saint-Jeannois est un journal publié mensuellement par l'Association Régionale de la Communauté francophone de Saint-Jean (ARCF), au Nouveau-Brunswick, Canada. Ce journal, a été créé en 2002 et est un miroir de la communauté francophone du grand Saint-Jean.